# Akvanavty
Akvanavty (Акванавты) è un film del 1979 diretto da Igor' Voznesenskij.

## Trama
li esperimenti del professor Kerom portarono a un tragico incidente: la matrice del ricordo della figlia defunta cadde per caso nell'oceano e si sovrappose alla coscienza di una manta di acque profonde che infesta gli acquanauti. Igor' Sobolev e Sven Ball devono risolvere il mistero di questa spaventosa creatura. Avranno bisogno di tutto il loro coraggio e la loro compostezza.